# Kohei Hayashi
Kohei Hayashi (林 晃平 Hayashi Kohei?, nacido el 27 de junio de 1978 en Yamaguchi) es un exfutbolista japonés. Jugaba de delantero y su último club fue el Montedio Yamagata de Japón.

## Trayectoria

### Clubes
| Club              | País  | Año         |
| ----------------- | ----- | ----------- |
| Gamba Osaka       | Japón | 1997 - 2000 |
| Consadole Sapporo | Japón | 1999        |
| Kawasaki Frontale | Japón | 2001 - 2003 |
| Montedio Yamagata | Japón | 2004 - 2007 |